# Булатов, Худат Салимьянович
Худат Салимьянович Була́тов (15 сентября 1906, Чебенли, Уфимская губерния — 2 января 1982, Чебенли, Башкирская АССР) — командир противотанкового орудия 58-го гвардейского кавалерийского полка 16-й гвардейской Черниговской кавалерийской дивизии (112-я Башкирская кавалерийская дивизия) 7-го гвардейского кавалерийского корпуса 61-й армии Центрального фронта, гвардии сержант. Герой Советского Союза.

## Биография
Родился 15 сентября 1906 года в селе Чебенли (ныне — в Альшеевском районе Башкирии) в башкирской семье. Получив начальное образование, работал на ферме.
В июне 1941 года был призван в Красную армию Альшеевским райвоенкоматом и в мае 1942 года прибыл на фронт. В составе 58-го гвардейского кавалерийского полка 16-й гвардейской кавалерийской дивизии 7-го гвардейского кавалерийского корпуса 61-й армии Центрального фронта служил командиром противотанкового орудия.
27 сентября 1943 года при форсировании реки Днепр в районе деревни Нивки Гомельской области вместе с передовыми подразделениями полка участвовал в захвате плацдарма и отражении атак врага. Переправив на плоту своё орудие, открыл огонь по гитлеровцам. Не имея ни одной лошади, со своим расчётом вручную перетаскивали орудие по тяжёлому песку с одной позиции на другую в течение суток, продолжая атаковать противника. В бою за деревню Галки 29 сентября 1943 года во время танковой атаки немцев, подпустив врага на близкое расстояние, открыл огонь, уничтожил два танка и заставил остальные повернуть назад. Орудийным огнём было также уничтожено несколько пулемётов и 20 гитлеровцев.
Указом Президиума Верховного Совета СССР «О присвоении звания Героя Советского Союза офицерскому и сержантскому составу артиллерии Красной Армии» от 9 февраля 1944 года за «образцовое выполнение боевых заданий командования на фронте борьбы с немецкими захватчиками и проявленные при этом отвагу и геройство» был удостоен звания Героя Советского Союза с вручением Ордена Ленина и медали «Золотая Звезда».
После демобилизации вернулся на родину в село Чебенли, где работал бригадиром рыболовецкой бригады и пожарным в колхозе.
2 января 1982 года скончался. Похоронен в селе Чебенли.

## Память
Имя Xудата Булатова высечено золотыми буквами на мемориальных досках вместе с именами всех 78-и Героев Советского Союза 112-й Башкирской кавалерийской дивизии, установленных в Национальном музее Республики Башкортостан и Музее 112-й Башкирской кавалерийской дивизии в Уфе.